# Округ Гранд Ајл (Вермонт)
Гранд Ајл (енгл. Grand Isle County) је округ у америчкој савезној држави Вермонт.

## Демографија
По попису из 2010. године број становника је 6.970, што је 69 (1,0%) становника више него 2000. године.
| Група             | 2000.         | 2010.         |
| Белци             | 6.698 (97,1%) | 6.600 (94,7%) |
| Афроамериканци    | 10 (0,1%)     | 25 (0,4%)     |
| Азијати           | 16 (0,2%)     | 21 (0,3%)     |
| Хиспаноамериканци | 29 (0,4%)     | 80 (1,1%)     |
| Укупно            | 6.901         | 6.970         |